# B. H. Born
Bert H. « B. H. » Born, né le 6 juin 1932, à Osawatomie, dans le Kansas, et mort le 3 février 2013, est un joueur américain de basket-ball.

## Palmarès
- Champion du monde 1954
- Champion AAU 1957, 1958